# Marie Wattel
Marie Wattel (Lille, 2 de junio de 1997) es una deportista francesa que compite en natación, especialista en los estilos libre y mariposa.
Ganó tres medallas en el Campeonato Mundial de Natación entre los años 2019 y 2025, nueve medallas en el Campeonato Europeo de Natación entre los años 2018 y 2022, y dos medallas en el Campeonato Europeo de Natación en Piscina Corta de 2017.
Participó en tres Juegos Olímpicos de Verano entre los años 2016 y 2024, ocupando el sexto lugar en Tokio 2020, en la prueba de 100 m mariposa, y el cuarto en París 2024, en los 4 × 100 m estilos mixto.
Estudió el grado de Gestión Deportiva en la Universidad de Loughborough.

## Palmarés internacional
| Campeonato Mundial                  | Campeonato Mundial      | Campeonato Mundial | Campeonato Mundial    |
| Año                                 | Lugar                   | Medalla            | Prueba                |
| ----------------------------------- | ----------------------- | ------------------ | --------------------- |
| 2019                                | Gwangju (Corea del Sur) | Medalla de bronce  | 4 × 100 m libre       |
| 2022                                | Budapest (Hungría)      | Medalla de plata   | 100 m mariposa        |
| 2025                                | Singapur (Singapur)     | Medalla de bronce  | 4 × 100 m libre mixto |
| Campeonato Europeo                  |                         |                    |                       |
| Año                                 | Lugar                   | Medalla            | Prueba                |
| 2018                                | Glasgow (Reino Unido)   | Medalla de oro     | 4 × 100 m libre       |
| 2018                                | Glasgow (Reino Unido)   | Medalla de oro     | 4 × 100 m libre mixto |
| 2021                                | Budapest (Hungría)      | Medalla de oro     | 100 m mariposa        |
| 2021                                | Budapest (Hungría)      | Medalla de plata   | 100 m libre           |
| 2021                                | Budapest (Hungría)      | Medalla de bronce  | 4 × 100 m libre       |
| 2022                                | Roma (Italia)           | Medalla de oro     | 4 × 100 m libre mixto |
| 2022                                | Roma (Italia)           | Medalla de plata   | 50 m mariposa         |
| 2022                                | Roma (Italia)           | Medalla de plata   | 100 m mariposa        |
| 2022                                | Roma (Italia)           | Medalla de plata   | 4 × 100 m estilos     |
| Campeonato Europeo en Piscina Corta |                         |                    |                       |
| Año                                 | Lugar                   | Medalla            | Prueba                |
| 2017                                | Copenhague (Dinamarca)  | Medalla de plata   | 100 m mariposa        |
| 2017                                | Copenhague (Dinamarca)  | Medalla de bronce  | 4 × 50 m estilos      |